# Ишмурат, Риза Фахрутдинович
Риза Фахрутдинович Ишмурат (Ишмуратов) (1 ноября 1903 — 29 октября 1995) — татарский драматург, общественный деятель, публицист, режиссёр, Заслуженный деятель искусств Татарской АССР, Заслуженный деятель искусств РСФСР (1983), участник Великой Отечественной войны 1941—1945 годов.

## Биография
Ишмурат Риза Фахрутдинович родился 11 ноября 1903 года в семье крестьянина в деревне Бадряш Янаульского района Башкортостана.С 1911—1915 гг. учился в сельской школе. В 1917—1918 гг. учился в Уфимском медресе «Усмания», в 1919—1922 гг. — в педагогическом техникуме в г. Уфе. В 1923—1926 гг. учится в Татарском государственном театральном техникуме. После окончания театрального техникума, работает режиссёром в Татарском академическом театре имени Галиаскара Камала. С 1927 года становится членом КПСС. В 1930 году окончил Высшие курсы искусствоведения при Ленинградском институте истории искусств. С 1931 по 1940 годы руководитель коллегии режиссёров, режиссёр-постановщик и заведующий литературной частью Татарского академического театра, заместитель начальника Управления по делам искусств при СНК ТАССР. Участник Великой Отечественной войны. Внук Ризы Ишмурата — Айрат Ишмуратов, кларнетист, композитор и дирижёр в настоящее время проживает в Канаде.

## Творчество
Риза Фахрутдинович является автором многих драматургических произведений. В 1926 году в Татарском академическом театре были поставлены его первые пьесы («Йокы патшалыгында» — «В царстве сна», «Втек философ» — «Философ-оборванец»). Тематику и содержание драматургии Ишмуратова определяли идеологические установки советского времени. В 1930-е гг. в драматургии Ризы Фахрутдиновича на передний план выступили проблемы утверждения новой советской морали, которые решались на фоне и в ситуациях классовой борьбы на стройках, в деревнях, в среде интеллигенции, студенчества. В годы войны, находясь на фронте, Ишмуратов Р. Ф. не прекращал творчества. Его пьесы с успехом шли на сценах татарских театров. После войны Риза Ишмуратов продолжал заниматься творчеством. В Союзе писателей Татарской АССР он возглавлял секцию драматургов, вел работу с творческой молодежью. Выступал не только как драматург, но и как талантливый публицист и переводчик.

### Пьесы
- За Родину (1936)
- Родина (1938)
- Гюльзада (1939)
- Дочери Родины (1941)
- Возвращение (1942)
- Светлый путь (1947)
- Близкий друг (1949)
- В новой слободе (1951)
- Чертополох (1954)
- Таинственная мелодия (1960)
- Буре навстречу

### Поставленные спектакли
- Славная эпоха (1931)
- Чудесный сплав (1933)
- Первые цветы (1934)
- Чужой ребёнок (1935)
- Хлеб (1936)
- Их было трое (1936)
- Испытание (1938)
- Родина (1939)[3]

## Награды
- Орден Отечественной войны Ⅱ степени
- Орден Красной Звезды
- Орден Трудового Красного Знамени (02.11.1973)[4]
- Орден «Знак Почёта» (14 июня 1957)
- Заслуженный деятель искусств РСФСР (1983)
- Заслуженный деятель искусств Татарской АССР